# アルフレッド・コール
アルフレッド・コール（Alfred Cole、1964年4月21日 - ）は、アメリカ合衆国の男性プロボクサー。ジョージア州アトランタ出身。元IBF世界クルーザー級王者。通称アル・コール。

## 来歴
1989年3月25日、プロデビューを果たし3回1分6秒TKO勝ちで白星でデビューを飾った。
1991年3月8日、トランプ・タージマハルでレオン・テイラーとUSBA全米クルーザー級王座決定戦を行った。1990年12月13日に敗れている相手に12回3-0(3者とも116-112)の判定勝ちで王座獲得に成功した。
1991年5月9日、ネート・ミラーと対戦し12回3-0(118-110、2者が115-113)の判定勝ちで初防衛に成功した。
1991年7月25日、フランキー・スウィンデルと対戦し11回2分8秒TKO勝ちで2度目の防衛に成功した。
1992年7月30日、IBF世界クルーザー級王者ジェームズ・ワーリングと対戦し12回3-0(116-111、117-110、114-113)の判定勝ちで王座獲得に成功した。
1993年2月28日、ユーライア・グラントと対戦し12回3-0(116-112、115-113、117-111)の判定勝ちで初防衛に成功した。
1993年7月16日、元IBF世界クルーザー級王者グレン・マクローリーと対戦し12回3-0(2者が118-109、117-110)の判定勝ちで2度目の防衛に成功した。
1993年11月17日、ヴィンセント・ボウルワレと対戦し5回1分8秒TKO勝ちで3度目の防衛に成功した。
1994年7月23日、ネート・ミラーと対戦し12回3-0(115-113、2者が117-111)の判定勝ちで4度目の防衛に成功した。
1995年6月24日、ユーライア・グラントとリマッチを行い12回3-0(118-110、2者が117-111)の判定勝ちで5度目の防衛に成功した。
1996年1月12日、元ヘビー級2冠王者ティム・ウィザスプーンと対戦し10回0-3(2者が90-100、91-99)の判定負け。
1996年夏にIBF世界クルーザー級王座を返上した。
1997年6月20日、IBU世界ヘビー級王者マイケル・グラントと対戦し10回終了時棄権で王座獲得に失敗した。
2000年2月19日、WBU世界ヘビー級王者コーリー・サンダースと対戦するが初回に一撃でダウンを奪われ初回1分13秒TKO負けで王座獲得に失敗した。
2001年8月4日、WBC世界クルーザー級王者ファン・カルロス・ゴメスと対戦し5回1分10秒TKO負け。
2004年3月11日、ハシーム・ラクマンと対戦し10回0-3(3者とも94-96)の判定負け。
2005年3月3日、スルタン・イブラギモフと対戦し3回1分46秒TKO負け。
2011年9月3日、ダニー・ウィリアムズと対戦し6回1-2(56-58、58-56、56-59)の判定負けを最後に現役を引退した。

## 獲得タイトル
- USBA全米クルーザー級王座
- 第8代IBF世界クルーザー級王座(防衛5=返上)